# Президентские выборы в Чили (1989)
Президентские выборы в Чили проходили 14 декабря 1989 года одновременно с парламентскими выборами. Они положили конец военному режиму генерала Пиночета. Кандидат от центристской Коалиции партий за демократию, христианский демократ Патрисио Эйлвин Асокар получил 55% голосов избирателей при высокой явке в 95%.

## Результаты
| Патрисио Эйлвин Асокар                                                 | Христианско-демократическая партия (Коалиция партий за демократию) | 3 850 023 | 55,17 |
| Эрнан Бучи                                                             | беспартийный (Альянс за Чили)                                      | 2 051 975 | 29,40 |
| Франсиско Хавьер Эрразурис Талавера                                    | беспартийный (Прогрессивный союз центристского центра)             | 1 076 894 | 15,43 |
| Действительные бюллетени                                               | Действительные бюллетени                                           | 6 978 892 | 100   |
| Недействительные бюллетени                                             | Недействительные бюллетени                                         | 103 611   | 1,45  |
| Пустые бюллетени                                                       | Пустые бюллетени                                                   | 75 222    | 1,05  |
| Всего                                                                  | Всего                                                              | 7 157 725 | 100   |
| Зарегистрированных избирателей/Явка                                    | Зарегистрированных избирателей/Явка                                | 7 558 346 | 94,69 |
| Источник: Tricel Архивная копия от 15 сентября 2008 на Wayback Machine |                                                                    |           |       |